# ローラーチェーン

ローラーチェーンとスプロケット

ローラーチェーン（英: roller chain）とは動力などを張力として伝達する機械要素である。スプロケットと組み合わせて使用される場合が一般的である。本項ではローラーチェーンに類似する他の動力伝達用チェーンについても触れる。
文脈上、明らかにローラーチェーンと理解できる場合は単に「チェーン」と呼ばれる（自転車やオートバイのチェーンと言う言い回しなど。）。

## 構造

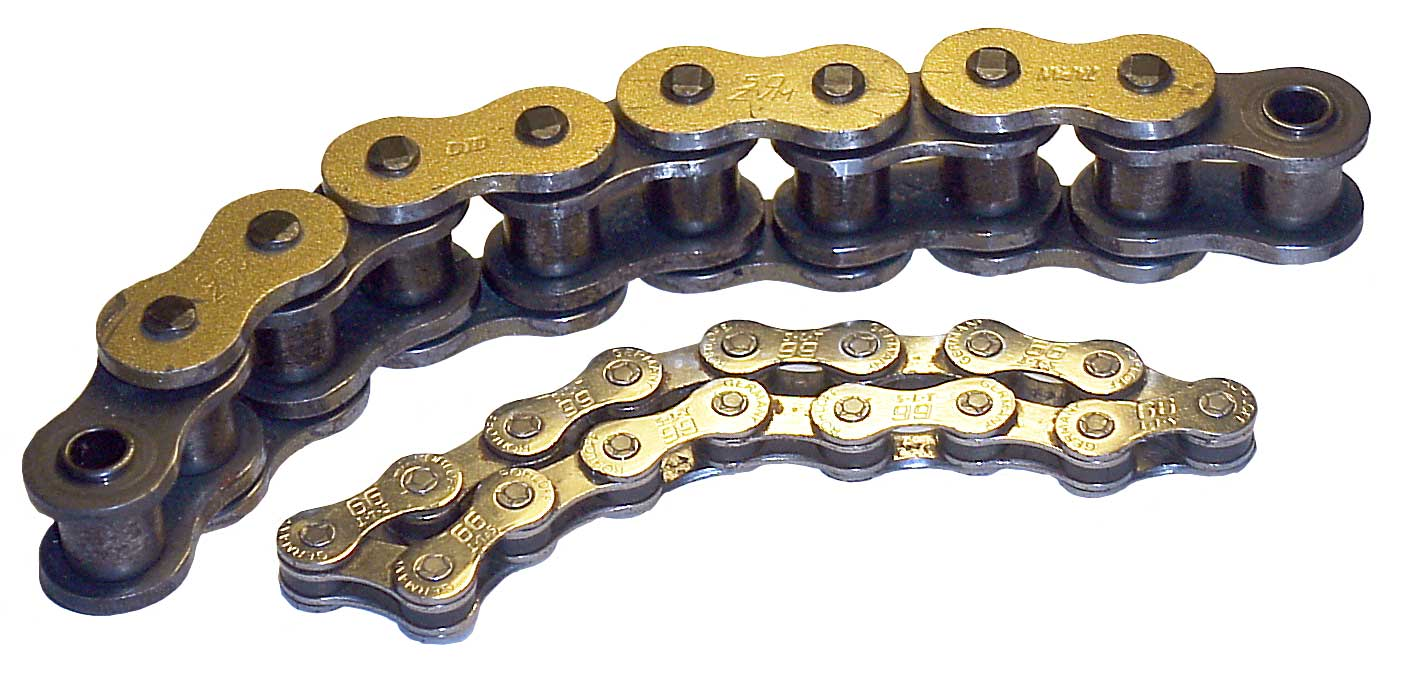
ローラーチェーン

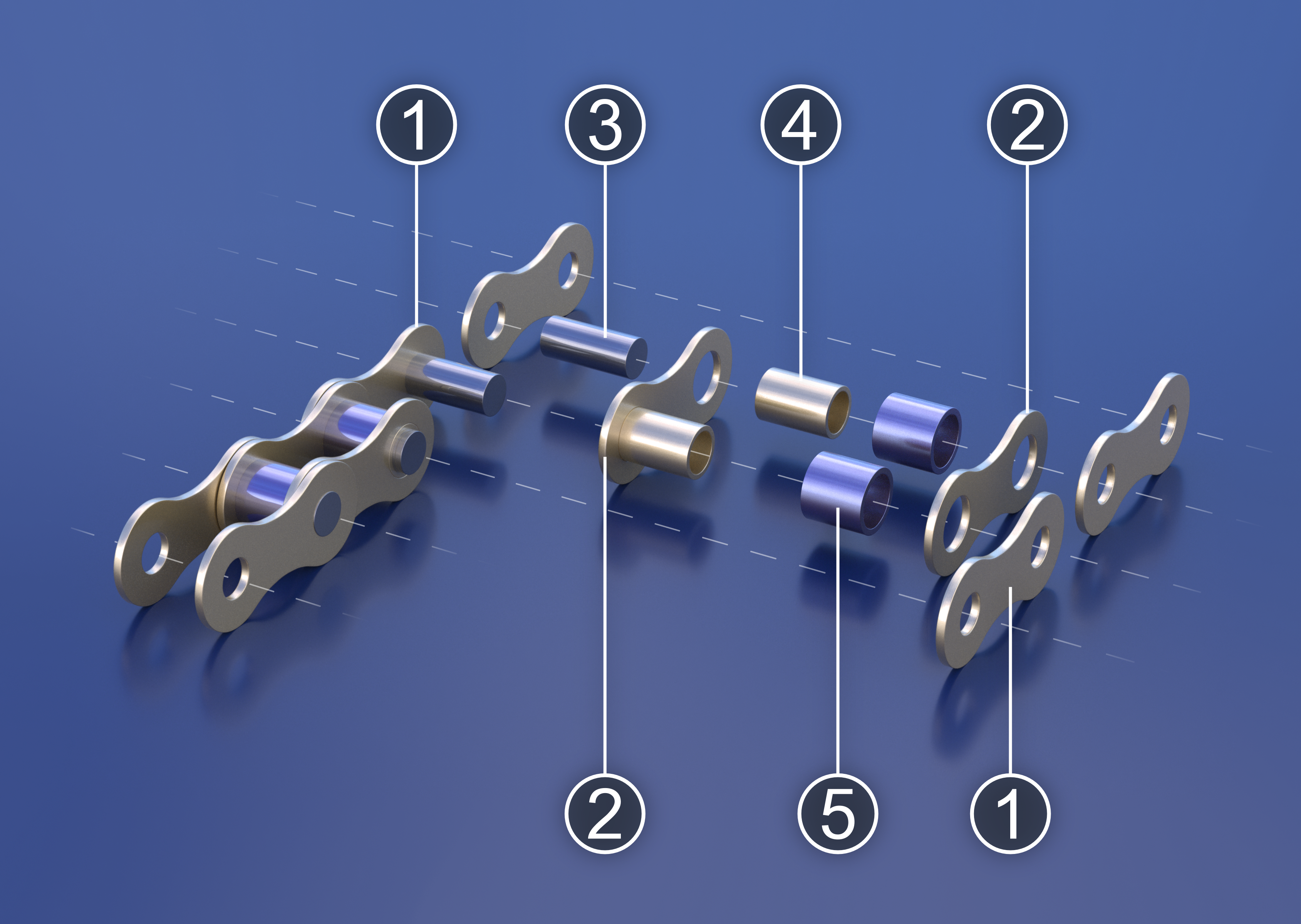
ローラーチェーンの構造
1.外側プレート
2.内側プレート
3.軸（ピン）
4.ブッシュ
5.ローラー

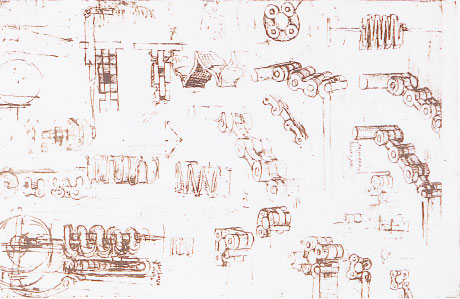
レオナルド・ダ・ヴィンチのローラーチェーンのスケッチ。 スケッチノートブックに書かれた最初のスケッチとされる。

ローラーチェーンは円筒形のローラーとブシュ、長円形やヒョウタン形の板でブシュやピンが挿入される穴が2つ開いた内プレートと外プレート、円柱形あるいは円筒形のピンで構成される。ブシュの外形はローラーの内径より小さく、ローラーを貫通したブシュ2組の両端に2枚の内プレートが、圧入などの方法で組み付けられて内リンクを構成する。外プレートは2本のピンの端部にかしめなどの方法で固定されて外リンクを構成する。外リンクの2本のピンがそれぞれ、2つの内リンクのブシュに貫通され、もう一方の端を外プレートに固定することで、2つの内リンクと、1つの外リンクが連結される。ローラーはブシュを軸に自由に回転し、また内リンクは外リンクのピンを軸に自由に回転する。ローラーは焼入れが施されており硬い。大型のローラーチェーンでは軽量化のためにピンが中空構造となる。1つのリンクを「コマ」とも呼び、ローラーチェーンは基本的に偶数単位で長さが調整される。『半コマ』や『オフセットリンク』と呼ばれる特殊なリンクを使うと奇数単位で長さを調整出来るため、自転車のチェーンの細かい調整に使われる。各ローラーの間の距離はピッチと呼ばれる。
ローラーチェーンと組み合わされる歯車はスプロケットと呼ばれ、ローラーチェーンのピッチに合わせた間隔で円弧形の歯底を持つ歯車である。複数のローラーがスプロケットの歯底にそれぞれはまり、ローラーチェーンがスプロケットに部分的に巻き付きくことで張力が作用し、ローラーが歯底から外れることなく動力を伝達する。ローラーチェーンがスプロケットに巻き付いたり離れたりする際にピンとブッシュ、ブッシュとローラーの間には回転が生じるため、摩擦を吸収するために潤滑油を必要とする。外プレートと内プレートの間にOリングを持ち、ピンとブッシュの間の潤滑するグリスを封入したものもある。ただし、ローラーとスプロケットの間の潤滑が別途必要であり、Oリングの材質を変質させない油脂類（非塩素系溶剤を使用したものなど）が利用される。
製造段階でコマの数が決められ、切れ目がない輪の形で出荷される（エンドレスチェーンなどと呼ばれる）ものと、自転車用などにみられるように、クリップなどで軸を留め、分解開放できるコマを1つ含んでいるものとがある。耐荷重を上げる工夫として、2本以上のローラーチェーンを束ねて一体化した多列ローラーチェーンもある。特に2本のローラーチェーンを一体化したものはダブルローラーチェーンと呼ばれる。ダブルローラーチェーンの場合、プレートはチェーン中央と左右外側の3列となり、ひとつの駒に4つのローラーを持つ。これらに対し、レトロニムとして通常のローラーチェーンをシングルローラーチェーンと呼ぶ場合がある。

## 歯車伝動との比較
- メリット
  - 離れた軸間を2軸で伝動できる[2]。
  - 軸間距離や軸間角度の変動に対して許容範囲が広い。
- デメリット
  - 2つのスプロケットの歯先が接触しないよう、軸間距離を離す必要がある。ローラーチェーンをねじったり交差させたりして軸間角度や回転方向を変える場合はさらに軸間距離を離す必要がある。
  - 伝達されるトルクが周期的に変化する場合は、ローラーチェーンにかかる張力が周期的に変化して共振する場合がある。

## 応用技術
バーリンクチェーン(Bar-link chain)

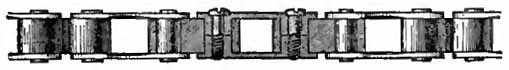
自転車用ブロックチェーン

ブロックアンドバーチェーンあるいはブロックチェーンともいう。8の字型のブロック（バー）と2枚のプレートを交互に接続した古い形式のチェーン。チェーン駆動初期の自転車に採用された。構造が単純だが、ローラチェーンに比べて歯の間隔が広く、歯1本あたりに加わる荷重が大きくなるためスプロケットを厚くしなければならず重量的に不利で、外装変速機への適用は難しい。
ブッシュドチェーン（英: bushed chain）
ローラーチェーンからローラーを取り去ったチェーンで、強度に比して軽量である。
ラダーリンクチェーン（英: ladder link chain）

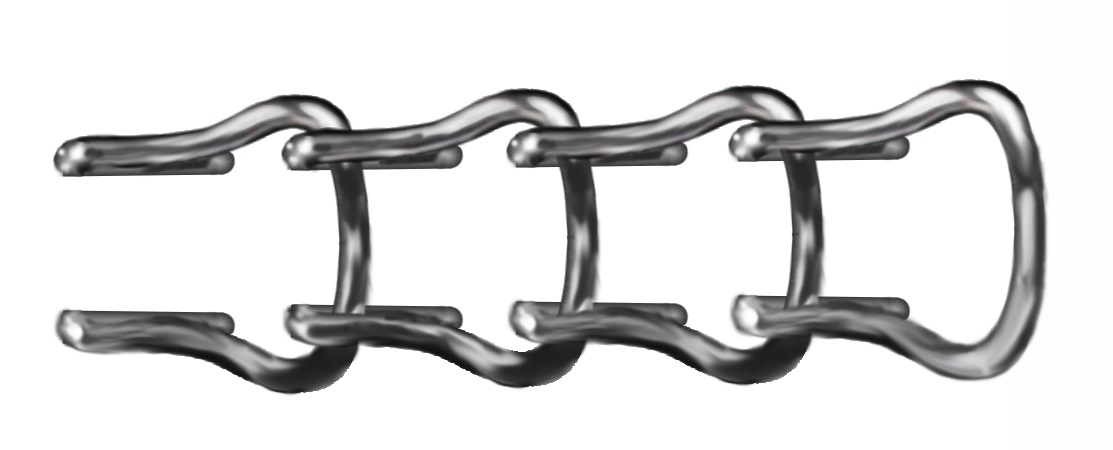
ラダーリンクチェーン

曲げた針金を組み合わせただけの簡便なチェーン。低トルク動力伝達用。模型などで用いられる。
サイレントチェーン（英: silent chain）

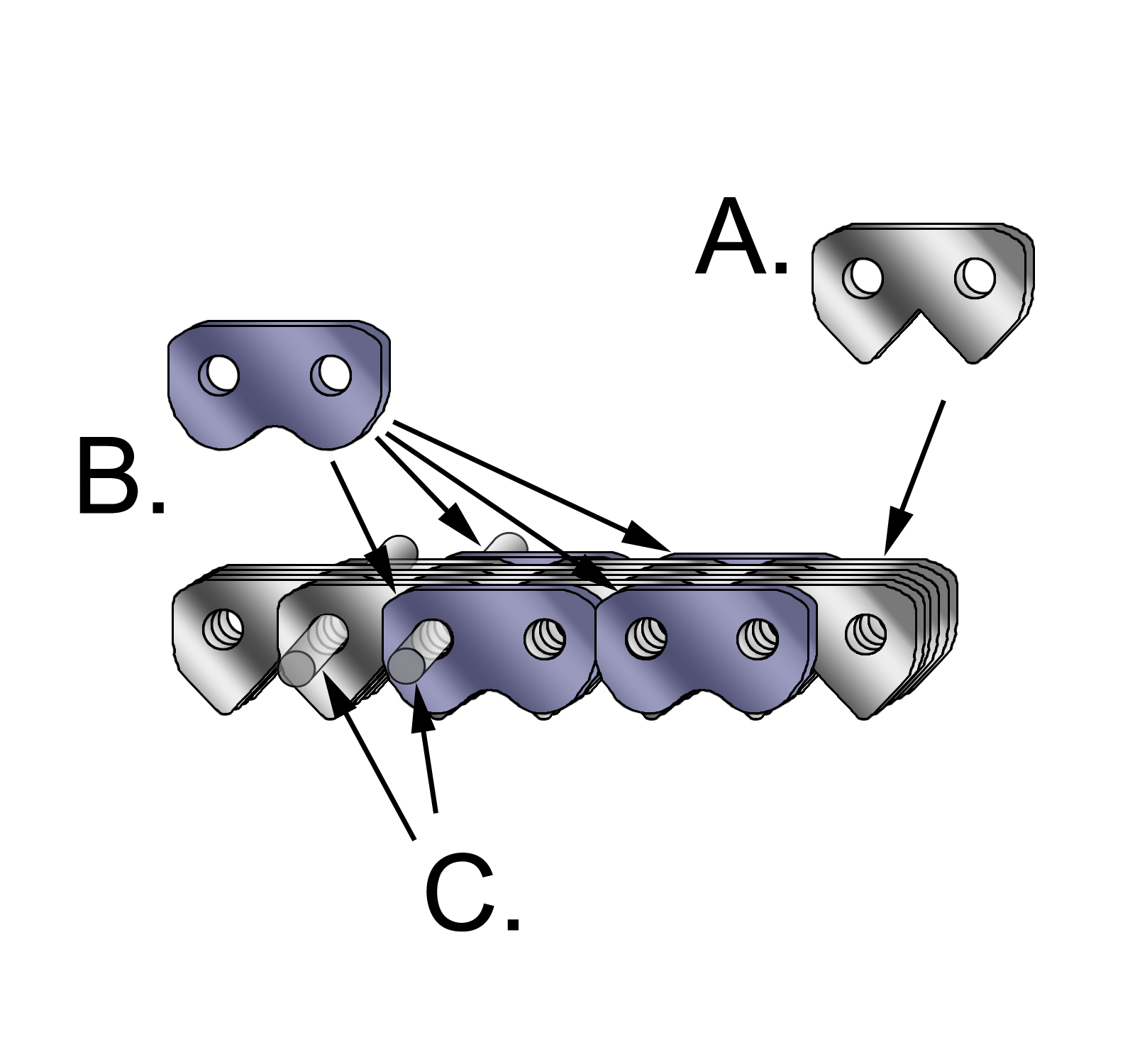
サイレントチェーン
A.ピンリンクプレート
B.ガイドリンクプレート
C.ピン

2個のツメを持つプレートを幾層にも重ねて個々のリンクを構成し、隣のリンクとはプレートを互い違いに重ねてピンで結合したチェーン。プレートに設けられたツメでスプロケットとかみ合い、スプロケットとのかみ合い隙間が小さいため騒音を抑えることができる。負荷に応じて幅は数ミリから数センチのものがあり、強度のほとんどをピンの表面硬度に依存する。 プレートの2個のツメが内側で歯型を成しており、歯車状のスプロケットに直接かみ合うことで動力を伝達する。ローラーやブッシュを持たないため軸間のピッチを小さくできる。欠点はチェーンピッチと噛み合いピッチが離れているために摩擦抵抗が大きいことである。
ハイボチェーン（英: hi-vo chain）
サイレントチェーンの一種で、2分割されたピン同士が屈曲時に転がる機構によって屈曲抵抗を標準タイプのサイレントチェーンよりも低減できる。屈曲抵抗が小さいため弦振動が高次元にまで波及することから、弦振動を抑える「ばねリンク」が挿入されていることが多い。ハイボ（Hi-Vo）は"High Velocity"（高速）を意味し、「ハイボチェーン」はボルグワーナー・モールステック社の商標である。ピン同士が転がる面が異物を積極的に噛みこんでしまう構造のため、自動車用途においては当初目論んでいたタイミングチェーンには用いられず、専らATTESA E-TSなど、四輪駆動自動車のトランスファーなどに用いられる。

## 用途

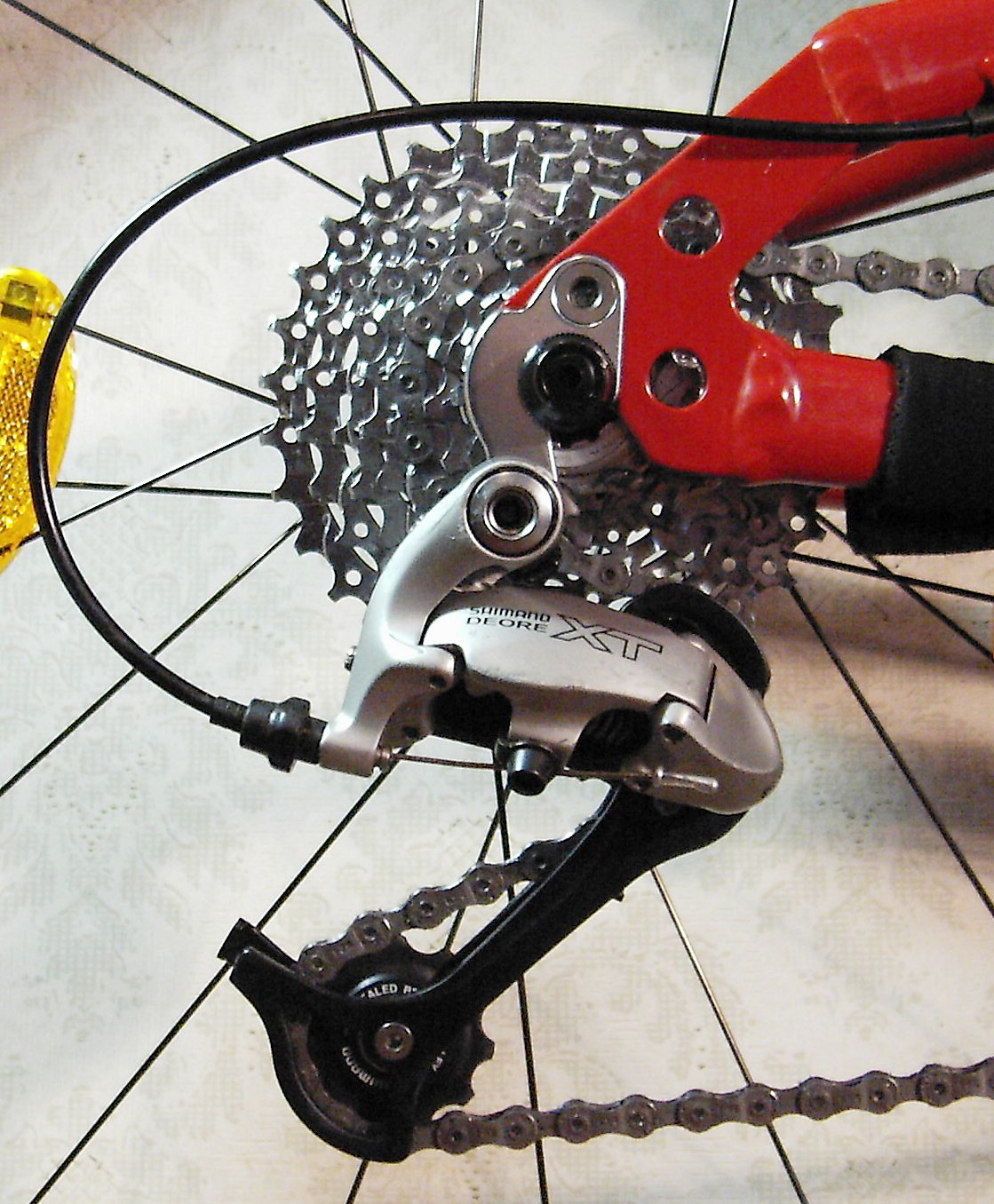
自転車後輪の外装型変速機
チェーンのしなりを利用して、複数装備されたスプロケット間の架け替えを行う

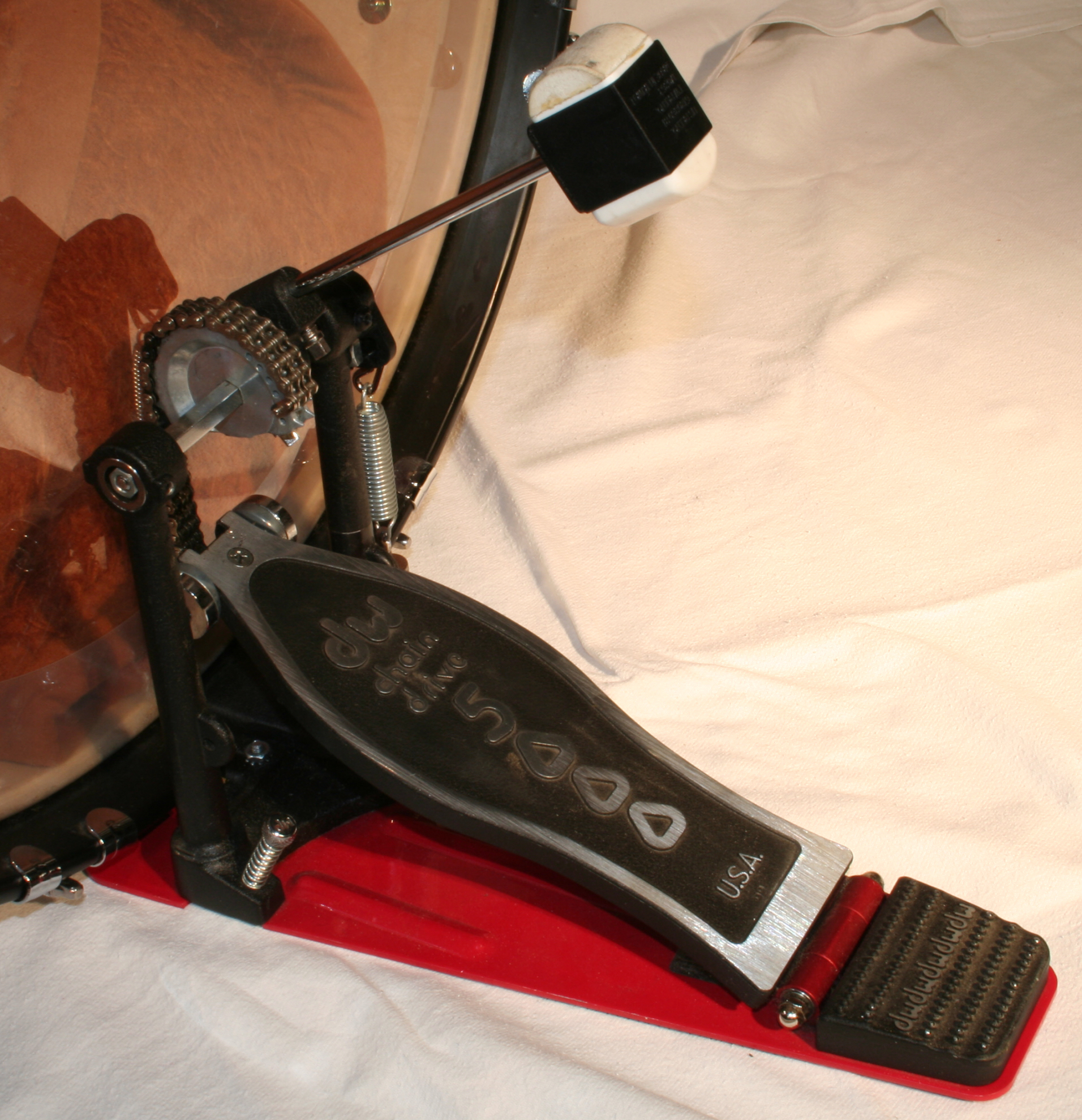
バスドラム演奏用ペダル。ペダルの踏み込み操作はローラーチェーンによってビーター（撥）に伝わる

軸間でトルクを伝達する用途のほか、張られたローラーチェーンの直線的な動きを利用したり、紐のように用いて張力を伝達する用途に用いられる。歯でかみ合わさっているため、両軸の回転に滑りがなく同期させることが可能である。

### 二軸間の単純な動力伝送
オートバイなどの車輪駆動
オートバイや、オートバイに準ずる車体構成の全地形対応車などではエンジンの出力を駆動輪に伝達する機構に用いられる。横置きエンジンを搭載したオートバイなどでは主流の駆動伝達方式で、過去にはリアサスペンションにスウィングアームを用いたホンダ・S600などの自動車にも利用された例がある。トランスミッション出力軸のスプロケット（ドライブスプロケット）とサスペンションアームの揺動軸（支点）を同軸にできないことから、サスペンションの上下動にともなってドライブスプロケットと後輪軸のスプロケット（ドリブンスプロケット）の軸間距離が変化する。このため、ローラーチェーンには一定量のたるみを設けて軸間距離の変動を吸収するように設計されている。
自転車などの車輪駆動
自転車ではほとんどの車種で後輪駆動用に用いられる。チェーンのブッシュ内径と貫通する軸のクリアランスを大きくとることで、チェーンは走行方向に対して左右に曲がりやすくなる。この曲がりやすさを利用して、外装変速機のスプロケット架け替えを行なっている。クリアランスを大きくすることで潤滑用のグリスを封入することができないため、定期的な注油が必要となる。外装変速機を持たない車種ではローラーチェーンに塗布された油が衣服などに付かないように、コマのひとつひとつに樹脂製のカバーを取りつけたものもある。

### 信号の同期
OHCエンジンのカムシャフト駆動
自動車やオートバイなどに搭載されるOHCエンジンには、クランクシャフトとカムシャフトにローラーチェーンを張り、カムシャフトを駆動する機構に用いるものがある。小排気量のオートバイ用エンジンでは主流であり、排気量の大きなオートバイや自動車ではタイミングベルト（歯付ベルト）やサイレントチェーンの利用が増えている。

### 回転運動を直線運動に変える
回転寿司のコンベア
ローラーチェーンが店内を水平に一巡しており、コマの上面に皿を運ぶプレートが取りつけられている。
ローラーコースター
古典的なローラーコースターでは最初の上り斜面に沿って設置され、列車を引き上げる駆動機構として用いられる。一定間隔の駒に列車とかみ合う機構があり、先頭車両を引っ掛けて列車を頂上へ運ぶ。
エスカレータ
コマにステップが取りつけられ、ステップが上昇移動するための駆動機構として用いられている。上昇を終えたステップは循環するチェーンと共に最下部へ移動する。
チェーンソー
コマに刃が取り付けられたローラーチェーンを楕円形のガイドに沿って高速で循環させる構造が用いられている。

### 直線運動の方向を変更する
フォークリフト
油圧機構で下向きに張力を与えて、それをチェーンで上向きの力に変換しフォークの上昇駆動に用いる。

### 直線運動を回転運動に変える
バスドラム演奏用のペダル
撥へ踏力を伝達する機構にローラーチェーンを用いたものがある。

### 締め付ける
工具
パイプレンチやオイルフィルターレンチなど多様な径の円柱を強く締め上げて掴む工具として、ローラーチェーンを対象物に巻きつける構造を持つものがある。

## 規格
互換性を保つため規格化されている。
- JIS B1801：伝動用ローラチェーン
- JIS D9417：自転車用チェーン
- JCAS1：オートバイ用チェーン
- JCAS2：コンベヤチェーン
- ISO606：Roller Chain
- ISO9633：Cycle chains